# Gymnapistes marmoratus
Gymnapistes marmoratus är en fiskart som först beskrevs av Cuvier 1829.  Gymnapistes marmoratus ingår i släktet Gymnapistes och familjen Tetrarogidae. Inga underarter finns listade i Catalogue of Life.